# Die drei Leidenschaften
Die drei Leidenschaften ist ein britisches Stummfilmmelodram aus dem Jahre 1928 von Rex Ingram mit Alice Terry und Iván Petrovich in den Hauptrollen. Die Geschichte basiert auf dem Roman The Three Passions von Cosmo Hamilton.

## Handlung
Die Geschichte um die titelgebenden drei Leidenschaften des menschlichen Lebens – Arbeit, Glaube und Liebe – spielt in einer sehr ambivalenten Familie mit ihren Höhen und Tiefen, den persönlichen Katastrophen und sozialen Abstürzen wie Wiederaufstiegen. Einst hatte John Wrexham als einfacher Dockarbeiter seinen Lebensunterhalt verdient. Über die Jahre hinweg hat er es mit viel Fleiß zum Werftbesitzer gebracht, wurde sogar in den Adelsstand erhoben und darf sich nun Lord Bellamont nennen. Sein Sohn Philip stand stets im Schatten des Vaters und drohte als Oxford-Student zum nichtsnutzigen Faulpelz zu werden. Als es eines Tages bei einem Arbeitsunfall zum Tod eines Vorarbeiters in der väterlichen Fabrik kommt, will Philip einen harten Schnitt machen und aus seinem bisherigen Leben aussteigen. 
Angewidert von der väterlichen Geldgier, will Philip als Priester die Mönchskutte überstreifen und sich von allen weltlichen Dingen lossagen. Lord Bellamont setzt alle Hebel in Bewegung und sogar Philips enge Freundin Lady Victoria Burlington als vermeintliche Überredungskünstlerin ein, um Philip doch noch zum Einlenken zu bringen. Dann aber geraten die Dinge in Bewegung. Victoria wird von einem ebenso hartnäckigen wie schurkischen Typen umworben, und dem väterlichen Betrieb drohen durch einen von Lord Bellamonts Hartherzigkeit ausgelösten Streik reichlich Ungemach. Der alte Werfteigner Wrexham stirbt, und Philip bleibt gar nichts anderes übrig, als in die Werft zurückzukehren, um die Firmenleitung zu übernehmen und im Zusammenspiel mit Victoria daheim die Familienwelt wieder in Ordnung zu bringen.

## Produktionsnotizen
Wie all seine Filme in der zweiten Hälfte der 1920er Jahre, drehte Regisseur Ingram auch Die drei Leidenschaften nahe seines Wohnortes in Südfrankreich. Der im Frühling 1928 abgedrehte Film feierte seine Welturaufführung am 12. Dezember desselben Jahres. Da Musik eingespielt wurde, gab man dem Streifen das verfälschende Signum „Tonfilm“. In Österreich war der Streifen ab dem 31. Jänner 1930 zu sehen. Ob der Film auch in Deutschland lief, ist derzeit nicht bekannt.
Hauptdarstellerin Terry, ihr Ehemann Ingram, der Regisseur, und Hauptdarstellerin Petrovich hatten bereits im Vorjahr bei Das größte Opfer zusammengearbeitet. 

## Kritiken
Obwohl wenig gesehen, fand der Film ein Echo weit jenseits des anglo-amerikanischen Filmmarktes.
Paimann’s Filmlisten etwa urteilte: „Ein nicht uninteressantes Sujet, das nur szenenweise durch eine gewisse Pathetik verliert, kontinuierlich inszeniert, seine Hauptrollen sehr gut besetzt. Die Aufmachung ist nicht kleinlich, die Photographie gut.“
Wiens Die Stunde schrieb über den Hauptdarsteller: „Der Film bietet Ivan Petrovich die Gelegenheit, sein großes dramatisches Talent zu entfalten, er wächst in diesem Film zu einer schauspielerischen Große, die ihn nunmehr nach seinen bisherigen, mehr oder weniger operettenhaften Rollen für die größten Aufgaben prädestiniert erscheinen läßt.“. 
Selbst im fernen Brasilien nahm man Ingrams letzten Stummfilm zur Kenntnis. Die Kritik pries die Kameraarbeit des Franzosen Léonce-Henri Burel, nannte Die drei Leidenschaften aber auch einen „eintönigen, absurden und langweiligen Film“ und jubelte doch final über einen der Hauptdarsteller: „Shayle Gardner, ein Jannings aus … England!“